# Annemarie Lütkes

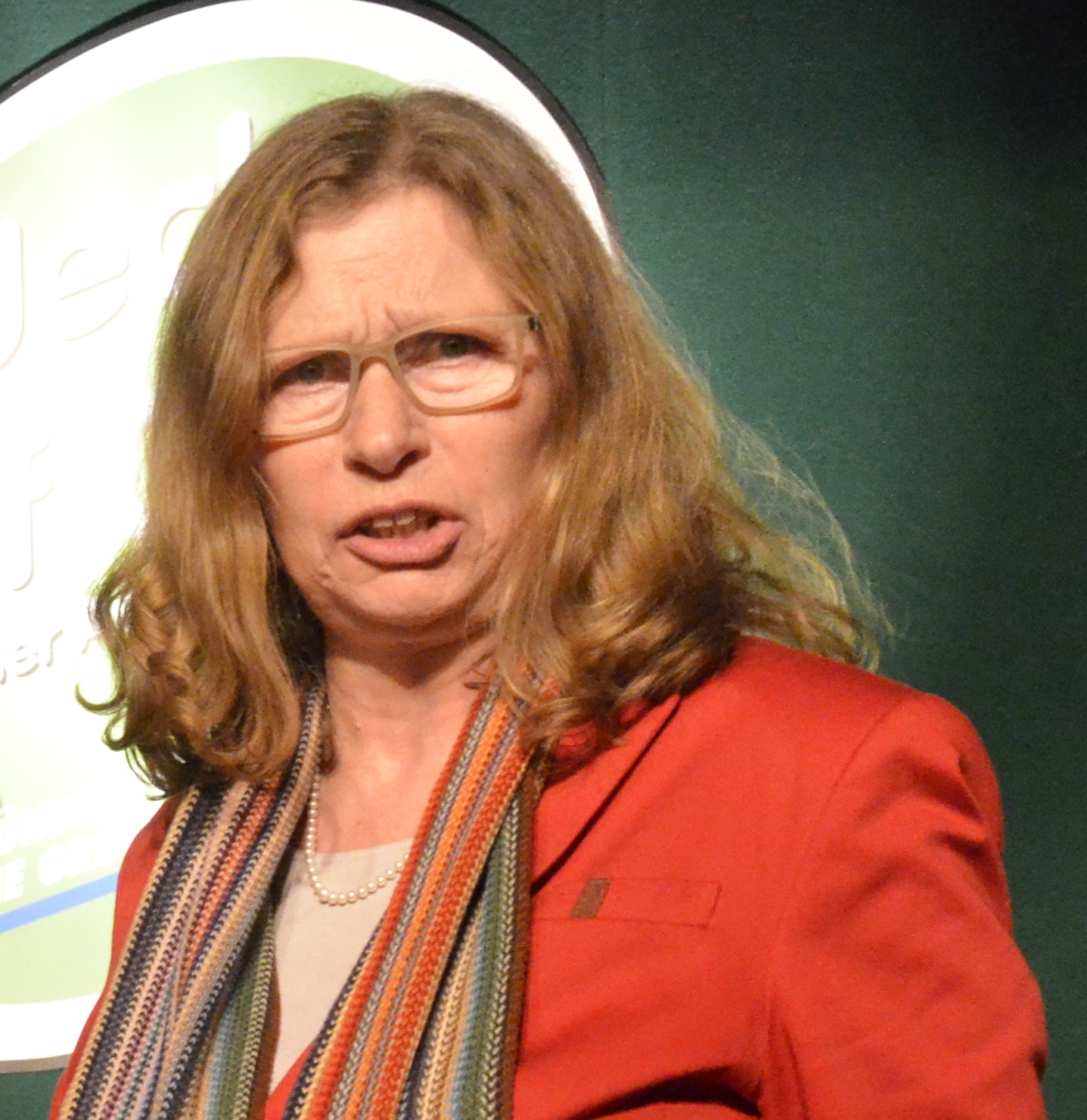
Annemarie Lütkes, 2013

Annemarie Lütkes (* 24. Juni 1948 in Bergisch Gladbach) ist eine deutsche Juristin und Politikerin (Bündnis 90/Die Grünen). Sie war von 2000 bis 2005 Ministerin für Justiz, Frauen, Jugend und Familie sowie Stellvertreterin der Ministerpräsidentin des Landes Schleswig-Holstein. Von 2010 bis 2017 amtierte sie als Regierungspräsidentin im Regierungsbezirk Düsseldorf. Sie ist Aufsichtsratsvorsitzende der Stadtwerke Köln.

## Leben und Beruf
Nach dem Abitur an der Königin-Luise-Schule Köln absolvierte Lütkes ein Studium der Rechtswissenschaft in Köln. Seit 1977 ist sie als Rechtsanwältin zugelassen. Sie ist Fachanwältin für Familienrecht. Nach ihrem Ausscheiden aus der Politik war sie seit Juni 2006 bis zu ihrer Ernennung zur Regierungspräsidentin wieder als Rechtsanwältin in Köln tätig.
Annemarie Lütkes ist verheiratet.

## Partei
Seit 1990 ist sie Mitglied bei Bündnis 90/Die Grünen. 1999 war sie die Kandidatin der Grünen für das Amt des Oberbürgermeisters von Köln. In der Stichwahl unterlag sie mit 45,2 % der Stimmen dem CDU-Kandidaten Harry Blum.
Als Kandidatin der Grünen für das Amt der Landrätin im Kreis Schleswig-Flensburg erhielt Lütkes im Mai 2006 12,2 % der abgegebenen Stimmen.
Von 2010 bis 2014 war Anne Lütkes zusammen mit Katharina Dröge Vorsitzende der Kölner Grünen.

## Abgeordnete
Von 1989 bis 1999 war Annemarie Lütkes Fraktionsvorsitzende der Grünen im Kölner Stadtrat.
Von 2005 bis zur Niederlegung ihres Mandates am 30. Mai 2006 war sie Mitglied des Landtages von Schleswig-Holstein und Vorsitzende der Grünen-Fraktion.

## Öffentliche Ämter
Von 1999 bis 2000 war Lütkes Bürgermeisterin der Stadt Köln.
Am 28. März 2000 wurde sie in die von Heide Simonis geführte Landesregierung als Ministerin für Justiz, Frauen, Jugend und Familie und zugleich Stellvertreterin der Ministerpräsidentin des Landes Schleswig-Holstein berufen. Im Wahlkampf zur Landtagswahl im Februar 2005 wurde sie für die Flucht des Gefangenen Christian Bogner am 26. Oktober 2004 aus der Justizvollzugsanstalt Lübeck und dessen anschließenden Mord an einem Gärtner verantwortlich gemacht. Rücktrittsforderungen lehnte Lütkes ab, obwohl ihr Ministerium laut Gewerkschaft der Polizei schon lange über Sicherheitsdefizite wegen Personalmangels im betroffenen Gefängnis informiert gewesen sei. Der Fall sorgte für Zündstoff, da sie stattdessen Disziplinaruntersuchungen gegen Mitarbeiter der Justizvollzugsanstalt einleitete.
Seit der missglückten Wiederwahl von Heide Simonis am 17. März 2005 war sie nur noch geschäftsführend im Amt. Nach der anschließenden Bildung einer Großen Koalition und der Wahl von Peter Harry Carstensen (CDU) zum Ministerpräsidenten schied sie am 27. April 2005 aus der Landesregierung aus.
Am 11. April 2008 wurde Lütkes zur Schatzmeisterin von UNICEF Deutschland gewählt, nachdem sie seit 2003 Mitglied im Deutschen Komitee für UNICEF gewesen war. Zudem ist sie Vizepräsidentin des Deutschen Kinderhilfswerks.
Am 21. Juli 2010 wurde sie zur Nachfolgerin des Düsseldorfer Regierungspräsidenten Jürgen Büssow (SPD) bestimmt. Per Verfügung vom 17. August 2010 trat sie das Amt am folgenden Tag an. Am 30. August 2017 wurde sie in den Ruhestand verabschiedet. Ihr folgte Birgitta Radermacher (CDU) nach.
Nach der Landtagswahl in Thüringen 2019 sahen Linke, SPD und Grüne, die eine Minderheitsregierung unter Bodo Ramelow anstrebten, Lütkes als Ministerin für Justiz und Bürgerbeteiligung vor. Die Wahl Ramelows zum Ministerpräsidenten scheiterte allerdings, weil zunächst Thomas Kemmerich gewählt wurde, was zur Regierungskrise in Thüringen 2020 führte. Als nach dessen Rücktritt die rot-rot-grüne Minderheitsregierung dann tatsächlich gebildet werden konnte, wurde statt Lütkes Dirk Adams Minister für Migration, Justiz und Verbraucherschutz.

## Kabinett
- Kabinett Simonis III